# انوشتگین شیرگیر
اَنوشْتَگینِ شیرْگیر (مقتول ۵۲۵ق/۱۱۳۱م)، از امیران و اتابکان سلجوقی. او از جمله امرای سلطان محمد سلجوقی بود و چون سلطان در ۵۰۴ق آوه و ساوه و زنجان را به پسر خود طغرل داد، امیر شیرگیر را نیز اتابک او گردانید.
سلطان محمد که با باطنیه شدیداً دشمن بود، پس ازپیروزی بر احمد بن عبدالملک عطاش و دژهای باطنیان اصفهان، خواست الموتیان را هم سرکوب کند. از این‌رو، انوشتگین شیرگیر را بدین کار گماشت. وی در آغاز ۵۰۳ق، بر در قزوین فرود آمد و به دژ لمسر تاخت و اندکی بعد هم با پسر خود عمر و امرایی چون احمدیل و جاوولی سقا و قراجه ساقی، الموت را به محاصره گرفت. بنظر می‌رسد که این محاصره به درازا کشید، چنان‌که در ۵۰۵ق توانست تنها برخی از دژهای الموت را تسخیر کند. او در اطراف الموت جایگاه‌هایی ساخت و لشکریان را در آنجا سکنا داد تا از طول کشیدن محاصره بی‌قرار نشوند. سلطان محمد نیز همواره ساز و برگ و مال و مرد می‌فرستاد و انوشتگین هم در تسخیر الموت پای می‌فشرد، تا کار بر الموتیان سخت شد. اما در این میان خبر مرگ سلطان محمد در رسید (۵۱۱ ق) و امرای سلجوقی به رغم مخالفت انوشتگین محاصره را ناتمام گذاشتند و عقب نشستند. افزون بر این از گزارش حافظ ابرو (ص ۲۱۳–۲۱۶) هم بر می‌آید که انوشتگین مدت ۸ سال از ۵۰۳ تا ۵۱۱ ق دژ الموت را تحت محاصره داشته است. اما از آنجا که در فاصله این سالها از او در منابع یاد نشده، بعضی از مورخان پنداشته‌اند که انوشتگین در ۵۱۱ ق به الموت تاخته است.
به هر حال پس از مرگ سلطان محمد، تا ۵۱۳ ق از انوشتگین خبری در دست نیست و چنین می‌نماید که او همچنان به عنوان اتابک طغرل در اقطاعات او روزگار می‌گذرانید تا در این سال سلطان محمود او را از اتابکی طغرل عزل کرد و امیر گون‌تُغدی را اتابک نمود. گون‌تُغدی انوشتگین را گرفته، به حبس افکند، اما سلطان سنجر او را آزاد ساخت و انوشتگین به زنجان رفت. ظاهراً به همین سبب وقتی در ۵۱۵ ق میان سلطان مسعود و برادرش محمود خلاف افتاد، انوشتگین به مسعود پیوست و به جنگ محمود رفت؛ و از آن پس هم آق سنقر احمدیلی که پس از مرگ گنتغدی در ۵۱۵ق خواهان اتابکی طغرل شد و او را برضد محمود برانگیخت، از شیرگیر مدد خواست. او هم به ایشان پیوست، اما کار به صلح انجامید. ظاهراً انوشتگین پس از این واقعه به محمود پیوست و باز به اتابکی طغرل منصوب شد. در ۵۲۱ ق سلطان سنجر به ری رفت و شیرگیر را از اتابکی طغرل برداشت و قراسنقر را منصوب کرد. از این پس خبری از انوشتگین در دست نیست، جز آنکه اندکی پیش از مرگ سلطان محمود در همدان (شوال ۵۲۵) قوام‌الدین ابوالقاسم درگزینی وزیر، انوشتگین و پسرش‌شرف‌الدوله عمر را، به سبب بیمی که از آن دو داشت، در جمادی‌الاخر ۵۲۵ به قتل رساند. به نظر می‌رسد این کار خواست باطنیان بود که درگزینی ظاهراً به ایشان گرایش داشت و در بعضی از قتلهای سیاسی دیگر که در همین ایام به دست وزیر صورت گرفت هم دست باطنیان پیداست. اما درگزینی نیز چندان نماند و در ۵۲۷ق که طغرل از سلطان مسعود شکست خورد، بر وزیر خشم گرفت و گفت او را به دار بیاویزند و چون ریسمان‌دار پاره شد، یکی از غلامان انوشتگین بدو حمله برد و به قتلش رسانید. به گفته ابن اثیر (۱۰/۶۸۷) چون طغرل راه ری در پیش گرفت، غلامان انوشتگین به وزیر تاختند و او را کشتند.